# Podhradí, Zlín
Podhradí là một làng thuộc huyện Zlín, vùng Zlínský, Cộng hòa Séc.